# Gelchsheim

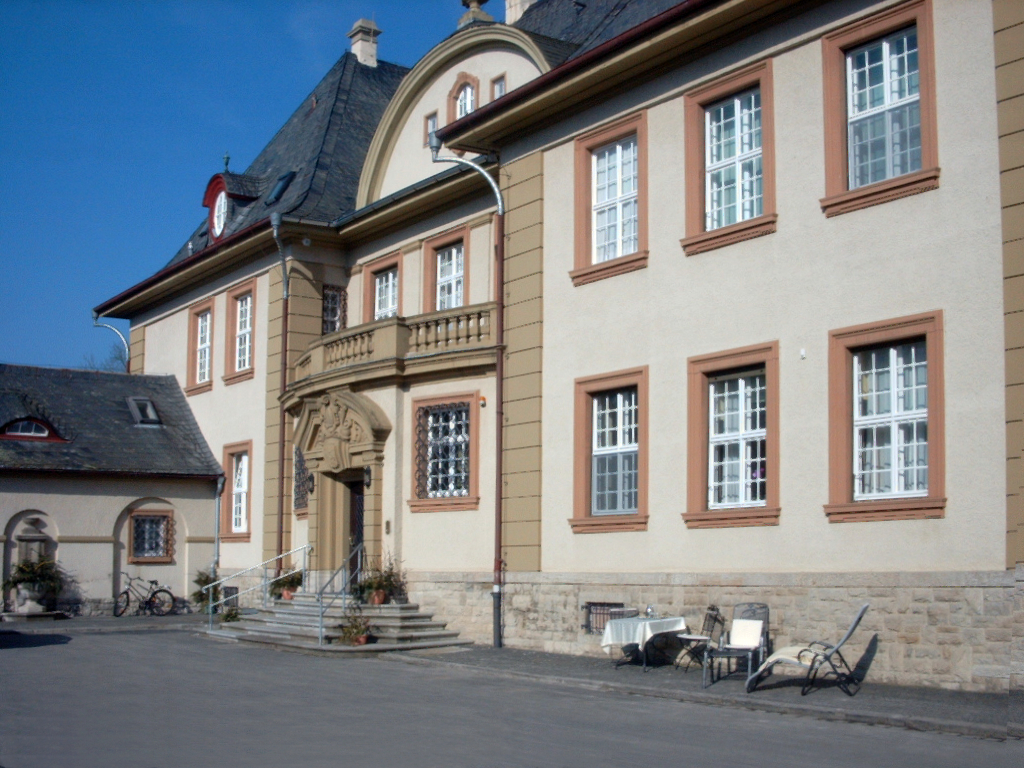
Gelchsheim

Gelchsheim este o comună-târg din districtul Würzburg, regiunea administrativă Franconia Inferioară, landul Bavaria, Germania.